# أسلام أباد (بهمئي غرمسيري الجنوبي)
أسلام أباد (بالفارسية: اسلام‌آباد بابااحمد) هي قرية تقع في إيران في قسم بهمئي غرمسیري الجنوبي الريفي. يقدر عدد سكانها بـ 276 نسمة .